# Александрс Страдінш
Александрс Страдінш (латис. Aleksandrs Stradiņš, нар. 15 жовтня 1968) — латвійський футболіст, що грав на позиції захисника. Виступав, зокрема, за клуб «Сконто», а також національну збірну Латвії.

## Клубна кар'єра
Олександр Страдінш розпочав свою кар'єру в складі РАФи, одному з небагатьох латвійських клубів у чемпіонаті СРСР. У складі команди грав три роки, зіграв у 80-ти матчах. У 1991 році перейшов у «Форум-Сконто», в складі якого став чемпіоном Латвійської РСР.
Короткий період часу в 1992 році грав у «Асмаралі». Пізніше повернувся в «Сконто», в рядах якого став дворазовим чемпіоном Латвії.
Короткий період виступав в ужгородському «Закарпатті», після чого повернувся до Латвії та перейшов до «Пардаугави». Після цього захищав кольори гонконзького клубу «Франвелл». З 1995 по 1998 роки виступав у клубах «Вілан-Д», ЛУ/«Даугава» та «Вентспілс».
Після цього відіграв два сезони в литовському «Жальгірісі» (Каунас). Завершив професійну ігрову кар'єру у клубі «Металургс» (Лієпая), за команду якого виступав протягом 2000—2001 років.

## Виступи за збірну
Взяв участь в історичному першому товариському матчі новоствореної національної збірної Латвії проти національної збірної Румунії, який відбувся 8 квітня 1992 року; Александрс зіграв лише перший тайм, а на початку другої половини матчу його замінив Романс Сідоровс.  Протягом кар'єри у національній команді, яка тривала 6 років, провів у формі головної команди країни 19 матчів.

## Статистика виступів

### Статистика виступів за збірну
| Дата       | Місто     | Господарі | Результат | Гості     | Турнір                      | Голи | Примітки |
| ---------- | --------- | --------- | --------- | --------- | --------------------------- | ---- | -------- |
| 8-4-1992   | Бухарест  | Румунія   | 2 – 0     | Латвія    | товариський матч            | -    | 46'      |
| 26-5-1992  | Аттард    | Мальта    | 1 – 0     | Латвія    | товариський матч            | -    | ЖК       |
| 10-7-1992  | Лієпая    | Латвія    | 2 – 1     | Естонія   | Кубок Балтії                | -    |          |
| 12-7-1992  | Лієпая    | Латвія    | 2 – 3     | Литва     | Кубок Балтії                | -    |          |
| 12-8-1992  | Рига      | Латвія    | 1 – 2     | Литва     | Відбір до ЧС 1994           | -    | 5'       |
| 26-8-1992  | Рига      | Латвія    | 0 – 0     | Данія     | Відбір до ЧС 1994           | -    | 63'      |
| 23-9-1992  | Рига      | Латвія    | 0 – 0     | Іспанія   | Відбір до ЧС 1994           | -    | 69'      |
| 28-10-1992 | Вільнюс   | Литва     | 1 – 1     | Латвія    | Відбір до ЧС 1994           | -    |          |
| 11-11-1992 | Тирана    | Албанія   | 1 – 1     | Латвія    | Відбір до ЧС 1994           | -    |          |
| 18-11-1992 | Ілава     | Польща    | 1 – 0     | Латвія    | товариський матч            | -    | 46'      |
| 16-12-1992 | Севілья   | Іспанія   | 5 – 0     | Латвія    | Відбір до ЧС 1994           | -    |          |
| 20-2-1993  | Вантаа    | Латвія    | 1 – 2     | Литва     | товариський матч            | -    |          |
| 21-2-1993  | Вантаа    | Латвія    | 2 – 0     | Естонія   | товариський матч            | -    | 60'      |
| 14-8-1996  | Рига      | Латвія    | 0 – 0     | Фінляндія | товариський матч            | -    | 28' 60'  |
| 1-9-1996   | Рига      | Латвія    | 1 – 2     | Швеція    | Відбір до ЧС 1998           | -    | 28'      |
| 14-2-1997  | Паралімні | Кіпр      | 2 – 0     | Латвія    | Міжнародний турнір на Кіпрі | -    |          |
| 15-2-1997  | Дерінея   | Латвія    | 1 – 0     | Литва     | Міжнародний турнір на Кіпрі | -    | 74'      |
| 17-2-1997  | Дерінея   | Польща    | 3 – 2     | Латвія    | Міжнародний турнір на Кіпрі | -    | 60'      |
| 30-4-1997  | Рига      | Латвія    | 2 – 0     | Білорусь  | Відбір до ЧС 1998           | -    | 82'      |
| Усього     |           | Матчів    | 19        |           | Голів                       | 0    |          |

## Досягнення
Сконто
- Чемпіонат Латвійської РСР
  -  Чемпіон (1): 1991

- Вища ліга
  -  Чемпіон (1): 1992, 1993

- Кубок Латвії
  -  Володар (1): 1992

Вілан-Д
- Вища ліга
  -  Срібний призер (1): 1995

Даугава (Рига)
- Вища ліга
  -  Срібний призер (1): 1996, 1997

Вентспілс
- Вища ліга
  -  Бронзовий призер (1): 1998

Каунас
- А-ліга
  -  Чемпіон (1): 1999
  -  Бронзовий призер (1): 1998/99

- Кубок Литви
  -  Фіналіст (1): 1998/99

Металургс
- Вища ліга
  -  Бронзовий призер (2): 2000, 2001

Національна збірна
- Балтійський кубок
  -  Володар (5): 1993, 1995, 2003, 2005, 2008